# Museu do Estado de Pernambuco
O Museu do Estado de Pernambuco (MEPE) é um museu localizado na cidade do Recife, capital de Pernambuco, no Brasil. Possui um grande e eclético acervo, com cerca de 12 mil itens abrangendo as áreas de história, arte, antropologia e etnografia.

## Histórico
O Museu do Estado de Pernambuco foi criado em 24 de agosto de 1928, através de lei estadual, como Museu Histórico e de Arte Antiga, subordinado à Inspetoria Estadual de Monumentos Nacionais, sendo inaugurado em 7 de setembro de 1930, funcionando no Palácio da Justiça, e contando com uma coleção composta principalmente pelas obras do artista pernambucano Telles Júnior e mais poucas peças, como os retratos imperiais, documentos, algumas litografias e mobília.

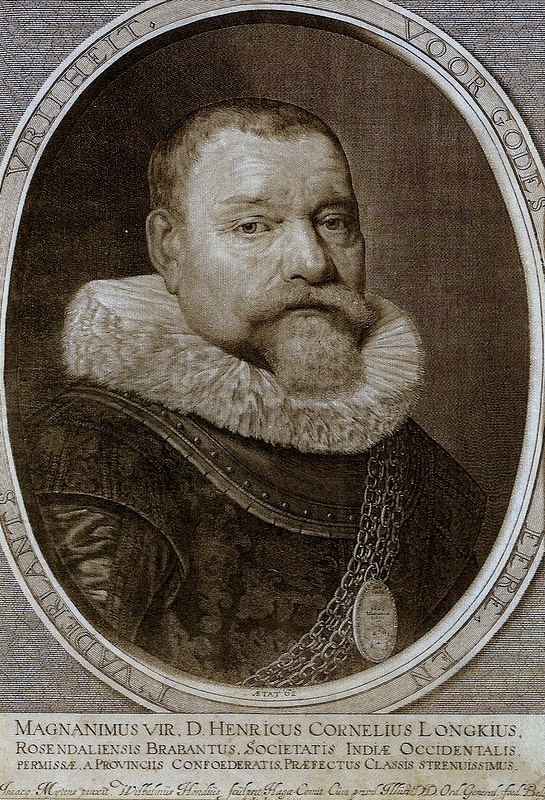
Willem Hondius: Retrato de Hendrick Lonck, 1631.

Extinto esse museu em 1933, seu acervo passou à guarda da Biblioteca Pública do Estado, onde permaneceu até 1940. Neste ano, o museu foi recriado, por decreto de 10 de maio de 1940, passando a funcionar em um palacete que pertencera a Augusto Frederico de Oliveira, filho de Eduardo Candido de Oliveira, Barão de Beberibe, e que é um exemplar típico e importante da arquitetura aristocrática pernambucana do século XIX.
Reformado no início do século XX, o prédio recebeu um segundo pavimento e, em 1951, um pavilhão anexo. Novas reformas levadas a cabo em 1998 adicionaram outros espaços de exposição nos porões do casarão. Fechado em 2003 para novas reformulações, o museu reabriu em 2006.

## Coleção
Seu acervo inclui mobiliário, artes decorativas, documentos e livros históricos, joalheria e etnografia indígena. O Centro de Documentação do Espaço Cícero Dias oferece para consulta uma biblioteca de 4 mil volumes que inclui obras raras.
O núcleo inicial do acervo foi um conjunto de peças pertencentes ao comendador José Ferreira Baltar, adquirido em 1929 e que compunha um grupo de pinturas do supracitado Telles Júnior, mais objetos indígenas, álbuns fotográficos e gravuras. No ano seguinte, foi recebida, em doação, uma coleção do Liceu de Artes e Ofícios de Pernambuco, com 127 itens de mobília, porcelana e retratos.

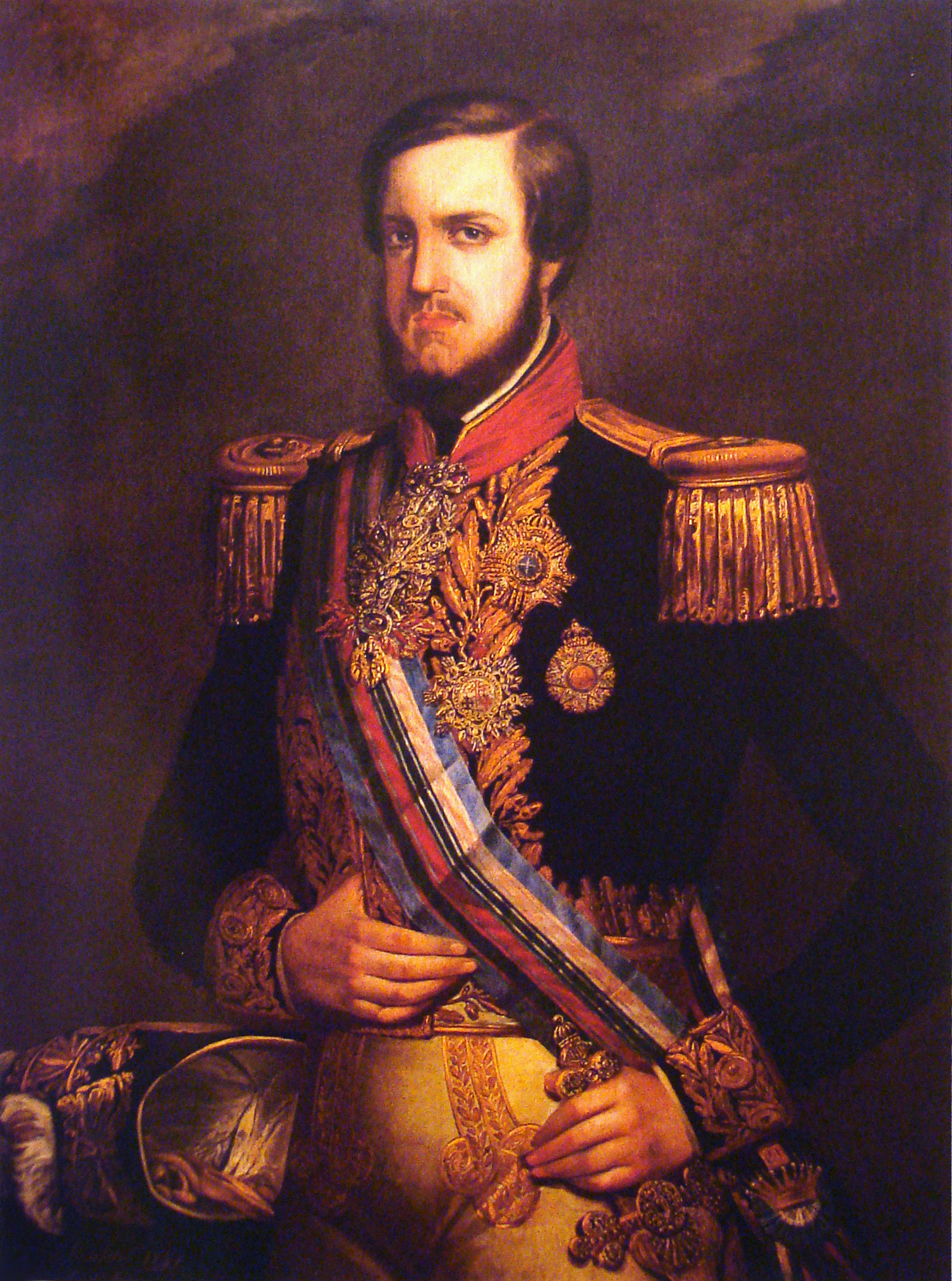
Maximiano Mafra: Retrato de Dom Pedro II, 1851.

Na década de 1940, foram incorporados objetos de cultos afro-brasileiros que vinham sendo apreendidos pela Secretaria de Segurança Pública do Estado, uma vez que as religiões afro, então, eram reprimidas e associadas à criminalidade, e o estudioso Carlos Estevão de Oliveira doou sua coleção pessoal com mais de 3 mil peças de caráter antropológico e etnológico, onde merecem destaque o conjunto de 101 peças marajoaras e 86 itens de arte plumária Urubu-Kaapor.

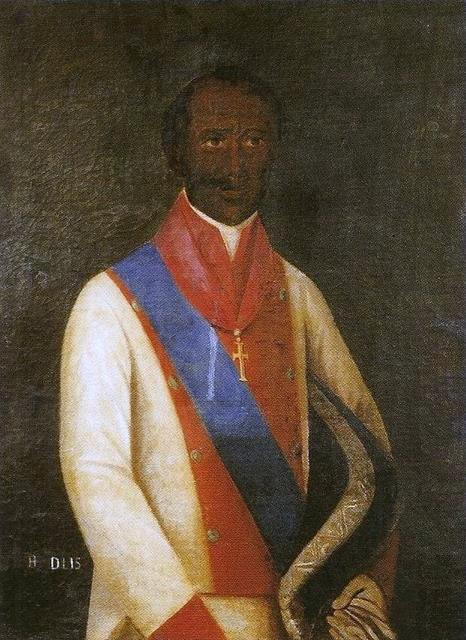
Anônimo: Retrato de Henrique Dias, século XVII.

Em 1950, um grande grupo de objetos, com cerca de 1.800 peças de porcelana e mobiliário, foi desapropriado pelo Estado e entregue ao museu, perfazendo a Coleção Brás Ribeiro. Em 1952 chegaram 28 peças pré-colombianas andinas doadas pelo general Paulo Figueiredo. Em 1984 foi adquirida a Coleção Lívio Xavier, com 250 peças, em sua maioria ex-votos.
O museu tem significativa coleção de arte sacra, com estatuária, crucifixos e oratórios, de porcelanas chinesas e inglesas, marfins, talha e mobiliário pernambucano do séculos XVIII e XIX, cristais, ourivesaria, e instrumentos musicais. A coleção também documenta o período holandês em Pernambuco com pinturas, fragmentos de arquitetura, armas e gravuras, e o período imperial é ilustrado com obras de retratística de membros da nobreza e com um rico conjunto de imagens em gravura e fotografia de Friedrich Hagedorn e outros autores que registraram a paisagem pernambucana no século XIX.
A seção de pintura conta com obras de Frans Post, Telles Júnior, Maximiano Mafra, Bérard, Augusto Rodrigues Duarte, Modesto Brocos, Cícero Dias, Vicente do Rego Monteiro e Francisco Brennand.

## Instalações Físicas
O palacete do século XIX foi casa de veraneio do Barão de Beberibe. Com a aquisição do imóvel por Julius von Söhsten, grande exportador de açúcar do Recife distinguido Cavaleiro da Ordem de Orange-Nassau, o prédio foi modificado com o acréscimo do segundo pavimento (1 222 metros quadrados). Em 1940, tornou-se sede própria do Museu do Estado de Pernambuco, e em dezembro de 1951, foi incorporado ao patrimônio do Museu um novo pavilhão, denominado de Anexo I, com 1 030 metros quadrados, ampliando o espaço cultural para novas atividades. Em 1988, o Museu ganhou nova reforma, desta feita nos porões do casarão, e passou a oferecer ao público duas galerias de exposições temporárias (cada uma com 107 metros quadrados). Compõe, ainda, o conjunto arquitetônico uma pequena casa, com 136 metros quadrados, que encontra-se em reforma para abrigar uma casa de chá/lanchonete.
O Museu do Estado de Pernambuco ocupa uma área de 9 043 metros quadrados, com amplo estacionamento e jardins ornamentados com esculturas e vasos de cerâmica portuguesa. A entrada principal é guardada por dois grifos de bronze: cabeça de águia, corpo de leão e cauda de serpente. Estátuas de zuavos, isto é, soldados da infantaria francesa constituída na Argélia, cujo fardamento foi copiado por outras localidades, inclusive pelos Voluntários da Pátria baianos que lutaram na Guerra do Paraguai (1865-1870), ladeiam a escadaria que leva ao terraço frontal do museu, onde estão, em mármore, as Musas, que presidem as artes: Mnemosine, da [[memória e mais 7 das suas 9 filhas com Zeus = Júpiter, que são: Euterpe, da música; Polímnia, a musa da retórica; Erato, da poesia; Melpomene, da tragédia; Tália, da comédia; Clio, da história; e Calliope, da epopeia. No terraço lateral, um canhão holandês, de bronze, com 3 metros de comprimento e, atrás do museu, 4 canhões da artilharia portuguesa, complementam a coleção de armaria.